# 강경진 (배드민턴인)
강경진(1973년 3월 24일~)은 대한민국의 배드민턴 선수 출신 배드민턴 지도자로, 선수시절 1991년 세계 배드민턴 선수권 대회에 참가해 동메달을 획득했다.